# Berger Loman
Berger Holton Loman, född 24 augusti 1886, död 9 maj 1968, var en soldat i den amerikanska armen, som verkade i kompani H, 132d Infaneriet, Division 33. Han föddes i Norge, och tilldelades en Medal of Honor för sitt handlande nära Consenvoye, Frankrike, den nionde oktober, 1918 under första världskriget.

## Skäl till utmärkelse
Medal of Honor presentationsceremoni - 9 februari 1919, vid Chaumont, Frankrike. General John J.
- Rank och organisation: Menig, amerikanska armen kompani H, 132d Infaneriet, Division 33.
- Plats och datum: Nära Consenvoye, Frankrike, 9 oktober 1918.
- Anslöt sig vid: Chicago, Illinois.[5]
- Född: 24 augusti 1885, Bergen, Norge.[6]
- Generalorder nummer. 16. Förbandet för krig 1919.[7]

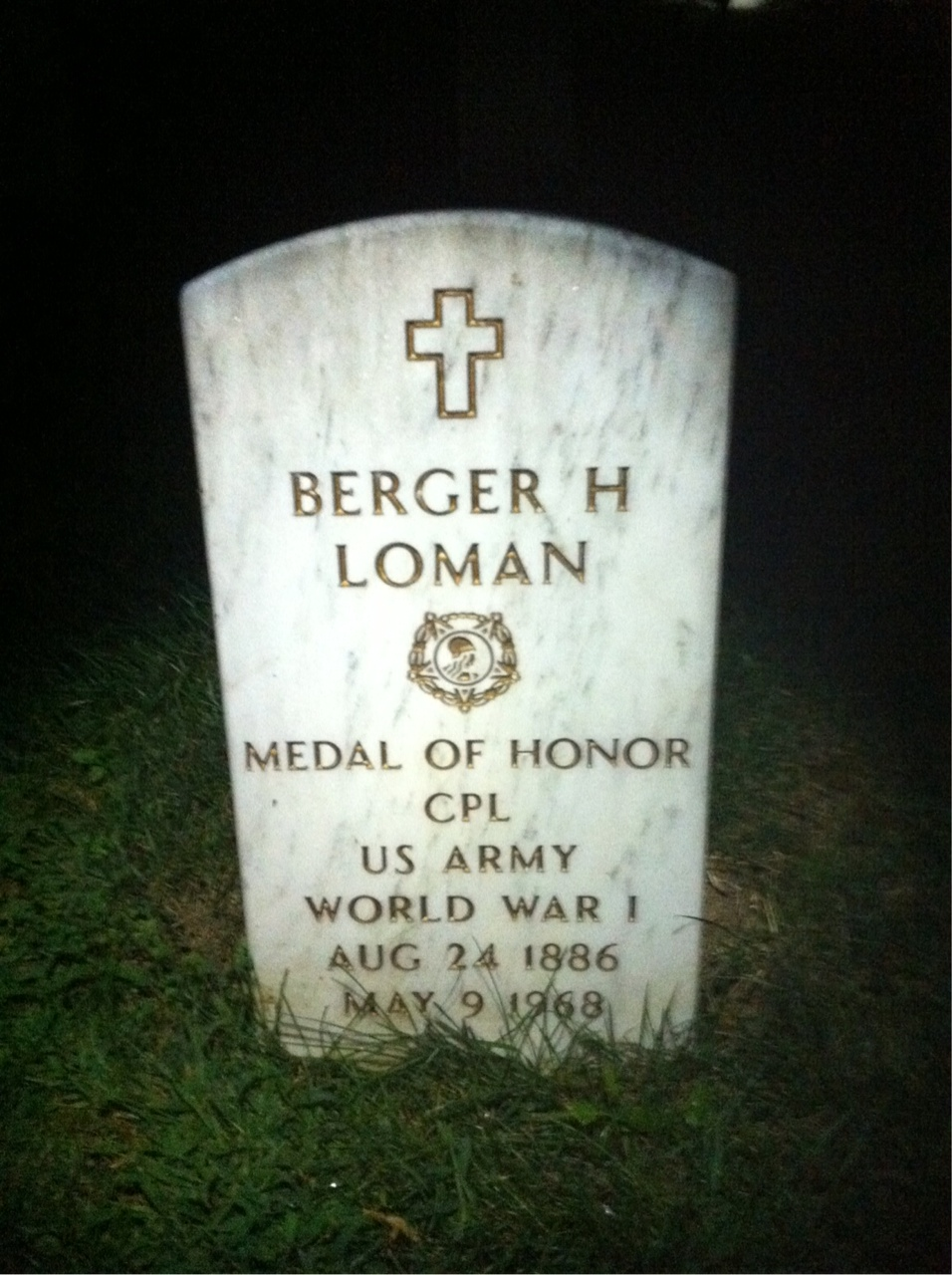
Lomans grav.

| ” | När hans kompani hade nått en punkt inom 90 meter av sitt mål, till vilket de avancerade under fruktansvärd maskingevärseld, agerade menige Loman frivilligt och utan hjälp framåt när alla andra hade tagit skydd från direkt eld från en av fiendernas maskingevär. Han kravlade till en oväntad position gentemot maskingeväret och vände sedan denna mot fienden efter att han hade dödat eller fångat fienden, som nu var på reträtt. | „ |